# 沼田憲保
沼田 憲保（ぬまた のりやす、1966年4月26日 - 2007年9月4日）は、茨城県日立市出身のモーターサイクル・ロードレースライダー。雨天でのレースに強く、「雨の沼田」の異名をとった。

## 生涯

### デビュー～全日本時代
1988年にSP250クラスでデビュー。ノービス時代は、ミラージュ関東に籍をおき、1990年のSUGO選手権では3クラスでチャンピオンを獲得した。翌年に特別昇格で国際A級ライセンスを得ると、スズキワークスのRGV‐Γ250開発兼任で全日本ロードレース選手権250ccクラスにフル参戦を開始した。原田哲也・岡田忠之・青木宣篤ら強豪がひしめく中、まだポテンシャルの低かったマシンで苦戦を強いられ、初表彰台（3位）に立ったのは1992年第3戦だった。
原田らがロードレース世界選手権に進出した1993年には第9戦で初優勝するも、マシンの性能差や宇川徹の台頭などがありランキング5位で終わる。1994年にはランキング2位、1995年には翌年ロードレース世界選手権参戦が決定していた宇川を退けクラス・チャンピオンの栄光を掴んだ。1996年には、加藤大治郎や芳賀紀行の兄である芳賀健輔との争いを制し連覇を成し遂げた。

### 世界グランプリ時代
スズキは1997年からロードレース世界選手権GP250での参戦を決定し、アリー・モレナー・レーシングのエースライダーとして沼田もフルエントリーされた。サーキットのデータ不足やマシンの性能差は彼を苦しめ、2年で沼田は撤退。

### 再び全日本へ
1999年、活躍の場を4ストマシンに切り替えた。同年から5年連続で鈴鹿8時間耐久ロードレースにエントリー。2004年から全日本ロードレース選手権ST600クラスにフル参戦し、第3戦では雨の筑波を制して8年ぶりに優勝。
後進の育成にも積極的で、ライディングスクールの講師役なども務めていた。
2007年9月4日、岡山国際サーキットで練習中にタイヤバリアに衝突、胸などを強く打ち胸部破裂で急逝した。41歳没。

## 主な戦績
- 1990年 - SUGO選手権SP250,NB-F3,NB250の3クラス・チャンピオン
- 1991年 - 全日本ロードレース選手権GP250クラス・ランキング14位
- 1992年 - 全日本ロードレース選手権GP250クラス・ランキング9位
- 1993年 - 全日本ロードレース選手権GP250クラス・ランキング5位
- 1994年 - 全日本ロードレース選手権GP250クラス・ランキング2位
- 1995年 - 全日本ロードレース選手権GP250クラス・チャンピオン
- 1996年 - 全日本ロードレース選手権GP250クラス・チャンピオン
- 1997年 - ロードレース世界選手権GP250クラス・ランキング12位
- 1998年 - ロードレース世界選手権GP250クラス・ランキング15位
- 2004年 - 全日本ロードレース選手権ST600クラス・ランキング4位
- 2005年 - 全日本ロードレース選手権ST600クラス・ランキング6位
- 2006年 - 全日本ロードレース選手権ST600クラス・ランキング23位
- 2007年 - 全日本ロードレース選手権ST600クラス・ランキング11位（第5戦終了時）

### ロードレース世界選手権

#### シーズン別
（凡例）（太字はポールポジション、斜体はファステストラップ）
| 年     | クラス | 車両      | 1      | 2      | 3       | 4       | 5       | 6       | 7       | 8       | 9     | 10      | 11     | 12      | 13    | 14      | 15  | 16  | 順位 | ポイント |
| ------ | ------ | --------- | ------ | ------ | ------- | ------- | ------- | ------- | ------- | ------- | ----- | ------- | ------ | ------- | ----- | ------- | --- | --- | ---- | -------- |
| 1995年 | 250cc  | スズキ    | AUS    | MAL    | JPN Ret | ESP     | GER     | ITA     | NED     | FRA     | GBR   | CZE     | RIO    | ARG     | EUR   |         |     |     | -    | 0        |
| 1996年 | 250cc  | スズキ    | MAL    | INA    | JPN 2   | ESP     | ITA     | FRA     | NED     | GER     | GBR   | AUT     | CZE    | IMO     | CAT   | RIO     | AUS |     | 21位 | 20       |
| 1997年 | 250cc  | スズキ    | MAL 14 | JPN 9  | ESP 8   | ITA 6   | AUT 10  | FRA Ret | NED Ret | IMO Ret | GER 7 | RIO Ret | GBR 10 | CZE Ret | CAT 9 | INA Ret | AUS |     | 12位 | 55       |
| 1998年 | 250cc  | スズキ    | JPN 9  | MAL 12 | SPA 14  | ITA Ret | FRA Ret | MAD Ret | NED 11  | GBR 11  | GER 9 | CZE 14  | IMO 14 | CAT 13  | AUS 9 | ARG 7   |     |     | 16位 | 52       |
| 1999年 | 500cc  | Muz Weber | MAL    | JPN 13 | ESP     | FRA     | ITA     | CAT     | NED     | GBR     | GER   | CZE     | IMO    | VAL     | AUS   | RSA     | RIO | ARG | 29位 | 3        |

### スーパースポーツ世界選手権

#### シーズン別
（凡例）（太字はポールポジション、斜体はファステストラップ）
| 年     | メーカー | 1   | 2       | 3   | 4   | 5   | 6   | 7   | 8   | 9   | 10  | 11  | 順位 | ポイント |
| ------ | -------- | --- | ------- | --- | --- | --- | --- | --- | --- | --- | --- | --- | ---- | -------- |
| 2000年 | ヤマハ   | AUS | JPN Ret | GBR | ITA | GER | SMR | ESP | EUR | HOL | GER | GBR | -    | 0        |

### スーパーバイク世界選手権

#### シーズン別
（凡例）（太字はポールポジション、斜体はファステストラップ）
| 年     | メーカー   | 1   | 1   | 2   | 2   | 3       | 3       | 4   | 4   | 5   | 5   | 6   | 6   | 7   | 7   | 8   | 8   | 9   | 9   | 10  | 10  | 11  | 11  | 12  | 12  | 順位 | ポイント |
| 年     | メーカー   | R1  | R2  | R1  | R2  | R1      | R2      | R1  | R2  | R1  | R2  | R1  | R2  | R1  | R2  | R1  | R2  | R1  | R2  | R1  | R2  | R1  | R2  | R1  | R2  | 順位 | ポイント |
| ------ | ---------- | --- | --- | --- | --- | ------- | ------- | --- | --- | --- | --- | --- | --- | --- | --- | --- | --- | --- | --- | --- | --- | --- | --- | --- | --- | ---- | -------- |
| 2003年 | ドゥカティ | VAL | VAL | AUS | AUS | JPN Ret | JPN Ret | ITA | ITA | GER | GER | GBR | GBR | SMR | SMR | USA | USA | GBR | GBR | NED | NED | ITA | ITA | FRA | FRA | -    | 0        |

## 人物
全日本GP250当時、歯に衣着せぬ言動が多かった。「宇川のマシンに比べてΓは遅すぎる。コーナーで抜いてもストレートで置いていかれる」と語ったが、これは開発ライダーとしてメーカーに奮起を促すマスコミ操作だったとも言われている。

## 関連サイト
- 不死鳥伝説
- Motorsports Memorial
- http://www.motogp.com/ja/riders/Noriyasu+Numata
- http://www.worldsbk.com/en/rider/Noriyasu+Numata